# Robert Joy

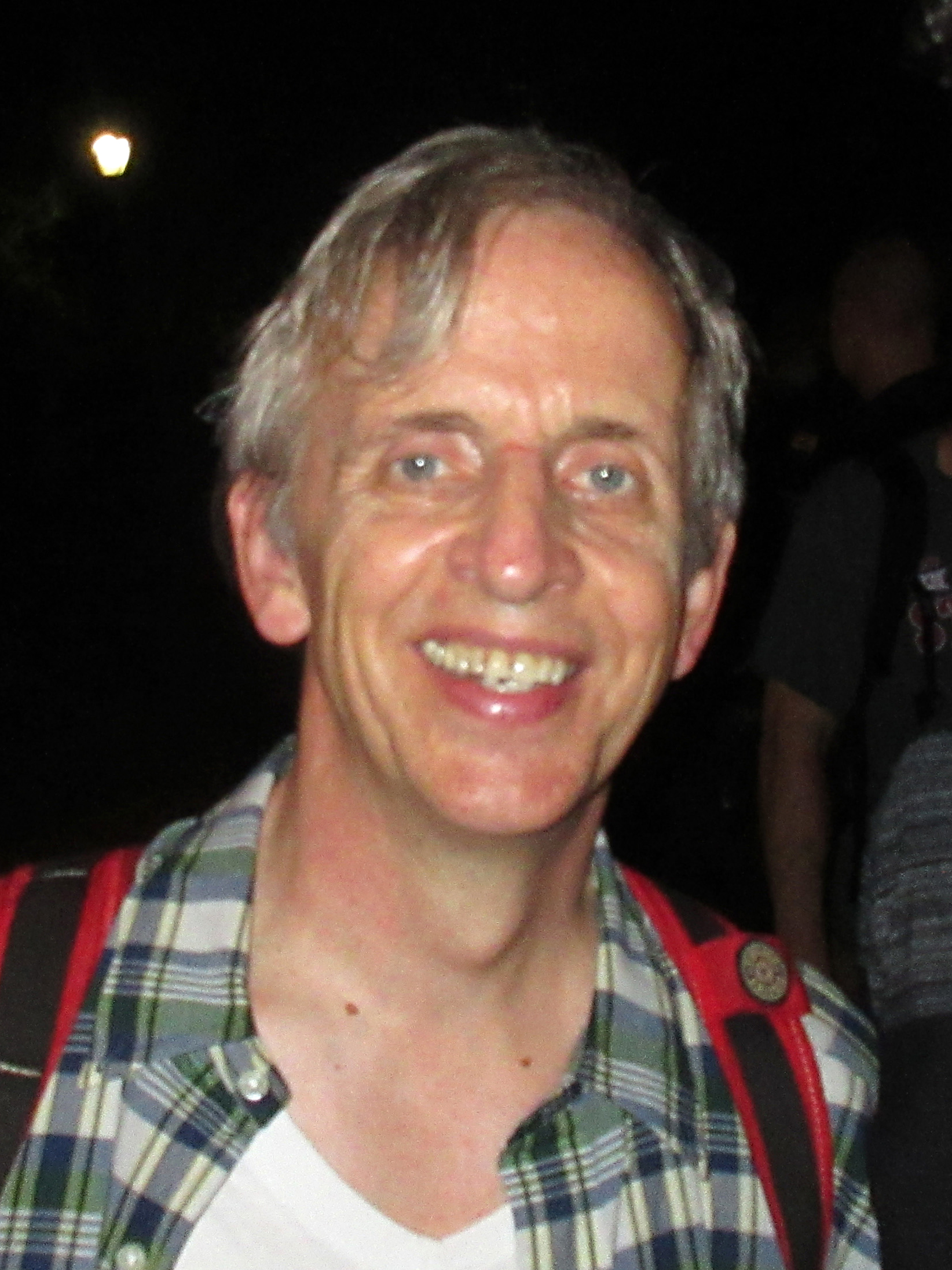
Robert Joy, 2017

Robert Joy (* 17. August 1951 in Montreal, Québec) ist ein kanadischer Schauspieler.

## Leben und Wirken
Robert Joy wurde in Quebec geboren und wuchs in Neufundland auf. Später besuchte er das englische Corpus Christi College der Universität Oxford und die kanadische Memorial University of Newfoundland, die er mit einem Abschluss verließ.
Seit Mitte der 1970er Jahre spielte er in diversen Kinofilmen und Fernsehproduktionen mit. Einem größeren Publikum wurde Robert Joy durch seine Rolle in dem Spielfilm Susan … verzweifelt gesucht bekannt. Darin spielt er den Punkmusiker-Freund der von Madonna dargestellten Susan. Von 2005 bis 2013 spielte er Dr. Sid Hammerback, eine der Hauptrollen in der international bekannten Fernsehserie CSI: NY.
Neben seiner Schauspielerei fürs Fernsehen und Kino war Robert Joy zeitweise Mitglied der kanadischen Comedy-Truppe CODCO, mit der er auf Bühnen auftrat, bevor die Truppe zum kanadischen Fernsehen ging und dort von 1988 bis 1992 eine Serie hatte, in der Robert Joy hin und wieder auftrat. Er spielte auch in dem 1986 erschienenen Kinofilm mit, in dem das gesamte CODCO-Ensemble mitspielte.
Joy heiratete die Schauspielerin  Mary, mit der er eine Tochter hat. Seit über 20 Jahren lebt Joy mit dem Film- und Theaterkomponisten Henry Krieger in New York City zusammen.

## Filmografie (Auswahl)
- 1974: Cod on a Stick
- 1975: Peep Show (Fernsehserie, Folge Festering Forefathers and Running Sons)
- 1980: Atlantic City, USA (Atlantic City)
- 1981: Escape from Iran: The Canadian Caper (Fernsehfilm)
- 1981: Das süße Wort Verheißung (Ticket to Heaven)
- 1981: Herzchirurg Dr. Vrain (Threshold)
- 1981: Ragtime
- 1983: Amityville III (Amityville 3-D)
- 1985: Susan … verzweifelt gesucht (Desperately Seeking Susan)
- 1985: Pauline und Joshua – Zum Teufel mit … (Joshua Then and Now)
- 1985: Das Model und der Schnüffler (Moonlighting, Fernsehserie, Folge 2x05 My Fair David)
- 1985–1989: Der Equalizer (The Equalizer, Fernsehserie, 5 Folgen)
- 1986: Miracle at Moreaux (Fernsehfilm)
- 1986: Gesetz des Terrors (Sword of Gideon, Fernsehfilm)
- 1986: The Adventure of Faustus Bidgood
- 1987: Radio Days
- 1987: Big Shots – Zwei Kids gegen die Unterwelt (Big Shots)
- 1988: Tod oder Joker (The Suicide Club)
- 1989: Miami Vice (Fernsehserie, Folge 5x11 Miami Squeeze)
- 1989: Millennium – Die 4. Dimension (Millennium)
- 1989: Freundschaft fürs Leben (Longtime Companion)
- 1990: Judgment (Fernsehfilm)
- 1991: Rache einer Gaunerin (Grand Larceny, Fernsehfilm)*
- 1991: Hyde in Hollywood (Fernsehfilm)
- 1991: Schatten und Nebel (Shadows and Fog)
- 1992: Im ersten Kreis der Hölle (The First Circle, Fernsehfilm)
- 1993: Dieppe (Fernsehfilm)
- 1993: Ich will ein Zuhause (Gregory K, Fernsehfilm)
- 1993: Stephen Kings Stark (The Dark Half)
- 1993: Eine Frau auf der Flucht – Die Lawrencia Bembenek Story (Woman on the Run: The Lawrencia Bembenek Story, Fernsehfilm)
- 1993: Tracey Takes on New York (Fernsehfilm)
- 1994: Death Wish V – Antlitz des Todes (Death Wish V: The Face of Death)
- 1994: I’ll Do Anything oder: Geht’s hier nach Hollywood? (I’ll Do Anything)
- 1995: Pharaoh’s Army
- 1995: Waterworld
- 1995: Schwanger von Nr. 247 (A Modern Affair)
- 1995: New York Undercover (Fernsehserie, Folge 2x02 Tag, You’re Dead)
- 1995–1998: Law & Order (Fernsehserie, 2 Folgen)
- 1996: Goosebumps: Escape from Horrorland (Computerspiel, Stimme für Madison Storm/Stump)
- 1996: Picket Fences – Tatort Gartenzaun (Picket Fences, Fernsehserie, Folge 4x13 My Romance)
- 1996: Überflieger (Wings, Fernsehserie, Folge 7x18 One Flew Over the Cooper’s Nest)
- 1996: Harriet, die kleine Detektivin (Harriet the Spy)
- 1997: Henry und Verlin (Henry & Verlin)
- 1998: Mary Higgins Clark’s: Der Mörder mit dem Glöckchen-Tick (Moonlight Becomes You, Fernsehfilm)
- 1998: Dämon – Trau keiner Seele (Fallen)
- 1998: Outer Limits – Die unbekannte Dimension (The Outer Limits, Fernsehserie, Folge 4x10 Identity Crisis)
- 1999: The Divine Ryans
- 1999: Becker (Fernsehserie, Folge 1x10 P.C. World)
- 1999: Seasons of Love (Fernsehfilm)
- 1999: Resurrection – Die Auferstehung (Resurrection)
- 1999: Ein Trio zum Anbeißen (Two Guys, a Girl and a Pizza Place, Fernsehserie, Folge 3x06 Halloween 2: Mind Over Body)
- 2000: Nash Bridges (Fernsehserie, Folge 5x18 Heist)
- 2000: The ’70s (Fernsehfilm)
- 2000: Cheaters (Fernsehfilm)
- 2000: Bonhoeffer – Die letzte Stufe (Bonhoeffer: Agent of Grace)
- 2000: Nürnberg – Im Namen der Menschlichkeit (Nuremberg, Fernsehzweiteiler, alle Folgen)
- 2000: Relic Hunter – Die Schatzjägerin (Relic Hunter, Fernsehserie, Folge 2x02 Dagger of Death)
- 2001: Perfume
- 2001: Haven (Fernsehfilm)
- 2001: Sweet November
- 2001: Star Trek: Raumschiff Voyager (Star Trek: Voyager, Fernsehserie, Folge 7x17 Workforce: Part 2)
- 2001: 61* (Fernsehfilm)
- 2001: Titus (Fernsehserie, Folge 2x24 The Wedding)
- 2001: Schiffsmeldungen (The Shipping News)
- 2001: Joe Jedermann (Joe Somebody)
- 2002: Crossing Jordan – Pathologin mit Profil (Crossing Jordan, Fernsehserie, Folge 1x12 Blood Relatives)
- 2002: Zwischen Fremden (Between Strangers)
- 2002: MDs (Fernsehserie, alle Folgen)
- 2003: The Agency – Im Fadenkreuz der C.I.A. (The Agency, Fernsehserie, Folge 2x15 Absolute Bastard)
- 2003: Without a Trace – Spurlos verschwunden (Without a Trace, Fernsehserie, Folge 1x19 Victory for Humanity)
- 2003: Alias – Die Agentin (Alias, Fernsehserie, Folge 2x21 Second Double)
- 2003: Fargo (Fernsehfilm)
- 2004: Malcolm mittendrin (Malcolm in the Middle, Fernsehserie, Folge 5x10 Hot Tub)
- 2004: Helter Skelter (Fernsehzweiteiler, alle Folgen)
- 2004: Sex Traffic (Fernsehfilm)
- 2004: Alle lieben Raymond (Everybody Loves Raymond, Fernsehserie, Folge 9x05 Ally’s F)
- 2004–2005: Boston Legal (Fernsehserie, 2 Folgen)
- 2005: The Lazarus Child
- 2005: High School Confidential (Pretty Persuasion)
- 2005: Medium – Nichts bleibt verborgen (Medium, Fernsehserie, Folge 1x15 Penny for Your Thoughts)
- 2005: Land of the Dead
- 2005: Whole New Thing
- 2005: E-Ring – Military Minds (E-Ring, Fernsehserie, Folge 1x01 Pilot)
- 2005–2013: CSI: NY (Fernsehserie)
- 2006: The Hills Have Eyes – Hügel der blutigen Augen (The Hills Have Eyes)
- 2006: Welcome, Mrs. President (Commander in Chief, Fernsehserie, Folge 1x13 State of the Unions)
- 2006: It’s a Boy Girl Thing
- 2007: Aliens vs. Predator 2 (Aliens vs. Predator: Requiem)
- 2008: Superhero Movie
- 2008: Down to the Dirt
- 2008: CSI: NY – The Game (Computerspiel, Stimme für Dr. Sid Hammerback)
- 2010, 2013: Republic of Doyle – Einsatz für zwei (Republic of Doyle, Fernsehserie, 3 Folgen)
- 2014: The Mentalist (Fernsehserie, Folge 6x21 Black Hearts)
- 2014: Grey’s Anatomy (Fernsehserie, Folge 10x19 I'm Winnin)
- 2014: Saving Hope (Fernsehserie, Folge 3x07 The Way We Were)
- 2015: Defiance (Fernsehserie, Folge 3x2)
- 2017: The Blacklist (Fernsehserie, Folge 4x15)
- 2019: Der Distelfink (The Goldfinch)
- 2021: Don’t Look Up
- 2022–2023: Julia (Fernsehserie, 15 Folgen)
- seit 2024: From (Fernsehserie)

## Videospiele
- 2008: CSI: NY (Dr. Sid Hammerback Synchronisation)
- 1996: Goosebumps: Escape from Horrorland (Madison Storm / Stump Synchronisation)